# Ants Oras

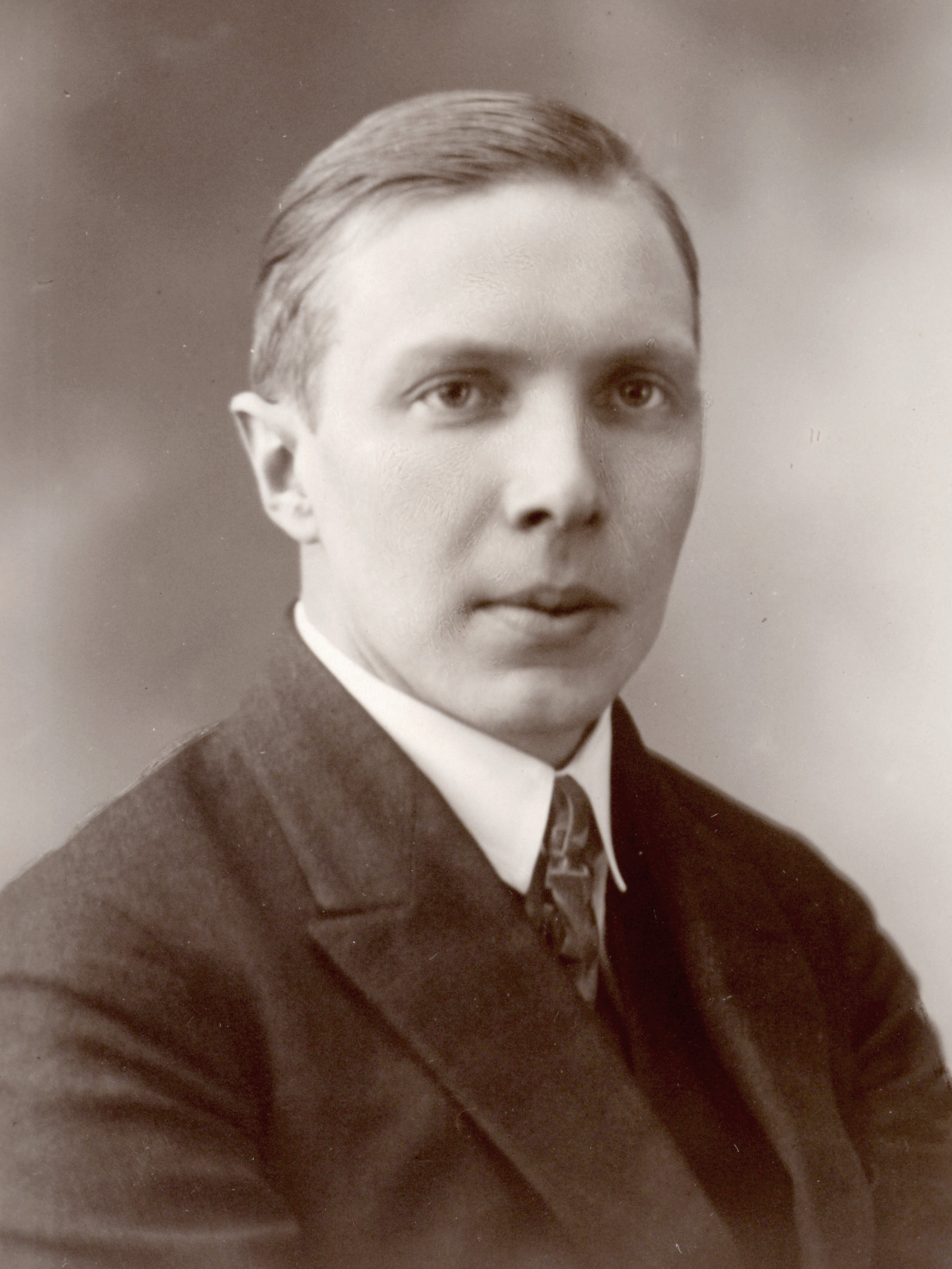
Ants Oras w latach trzydziestych dwudziestego wieku.

Ants Oras (ur. 8 grudnia 1900 w Tallinnie, zm. 21 grudnia 1982 w Gainesville) – estoński badacz i historyk literatury, tłumacz.

## Życiorys
Studiował na Uniwersytecie w Tartu, gdzie w 1923 uzyskał dyplom magistra filozofii, później ukończył studia literackie na Uniwersytecie Oksfordzkim. W latach 1928–1934 wykładał na uniwersytetach w Tartu i Helsinkach, a 1934-1943 był profesorem uniwersytetu w Tartu. Założył estoński Pen Club i przez wiele lat był jego prezesem. W 1943 udał się do Szwecji, skąd w 1949 przeniósł się do Anglii (wykładał tam na uniwersytetach w Oxfordzie i Cambridge), a następnie do USA, gdzie w 1949 został wykładowcą literatury angielskiej. W 1957-1958 był profesorem wizytującym na uniwersytecie w Helsinkach, w 1965 został wykładowcą wizytującym Departamentu Stanu USA w Szwecji, a w 1972 profesorem literatury angielskiej na University of Florida w Gainesville, gdzie w 1975 otrzymał honorowy doktorat. Tłumaczył na estoński klasykę literatury angielskiej (m.in. Szekspira), niemieckiej (Goethe), literaturę klasyczną (Wergiliusz), a także literaturę estońską na angielski i niemiecki. Napisał kilka książek, m.in. na temat okupacji krajów bałtyckich, skupiając się na wydarzeniach w Estonii w latach 1939-1946.